# Maxident
Maxident — седьмой мини-альбом южнокорейского бой-бэнда Stray Kids на корейском языке, выпущенный лейблами JYP Entertainment и Republic Records 7 октября 2022 года. Словослияние «max» или «maximum» и «incident» или «accident», на мини-альбом коллектив впервые взял на вооружение концепцию «любви». Альбом был написан и спродюсирован в участниками юнита 3Racha, а также другими участниками группы и продюсерами Рафаэлем, Давидом, Йосией, Таком, 1Take, Ким Пак Чхэлла, Хон Джисаном, Ераттаком, Чансом и Дармом. Состоит из восьми треков, включая заглавный сингл «Case 143» и корейскую версию песни «Circus», изначально вошедшей в одноимённый японский мини-альбом группы.
Музыкальные критики охарактеризовали Maxident как «экспериментальный» релиз, сохранивший самобытность Stray Kids. Мини-альбом возглавил национальные чарты в Республике Корея, Польше и США, а также попал в десятку лучших в Австралии, Бельгии, Дании, Финляндии, Венгрии, Японии, Литве, Новой Зеландии, Швеции и Швейцарии. Maxident был сертифицирован Корейской ассоциацией музыкального контента (KMCA) как трёхмиллионный альбом, что сделало его одним из самых продаваемых альбомов в Республике Корея, и получил премию «Золотой диск» на 37-й церемонии Golden Disc Awards и альбом года в четвёртом квартале на 12-й церемонии вручения премии Circle Chart Music Awards.

## Предыстория и запись
В видео «Step Out 2022», загруженном 1 января 2022 года, Stray Kids сообщили, что в 2022 году они выпустят два альбома (не считая релизов на японском языке). Первым альбомом стал Oddinary, выпущенный 18 марта. Благодаря этому альбому Stray Kids впервые появились и заняли первое место в чарте альбомов Billboard 200 в США, продав 103 000 копий, что стало самым большим недельным показателем продаж в стране в 2022 году на тот момент; также они стали третьими корейскими исполнителями, возглавившим этот чарт после BTS и SuperM. С апреля по июль, Stray Kids отправились в мировое турне «Maniac World Tour» по Республике Корея, Японии и США. Во время гастролей группа 22 июня выпустила свой второй мини-альбом Circus. Вслед за этим они выпустили сингл «Mixtape: Time Out» 1 августа, приуроченный к четвёртой годовщине объявления названия фэндома «Stay».
Второй альбом группы 2022 года под названием Maxident был анонсирован в трейлере 6 сентября и запланирован к выпуску на 7 октября. Название мини-альбома — словослияние из английских слов «max» или «maximum» и «accident» или «incident», что позволяет сравнить эмоции и чувства любви с масштабным, неожиданным событием. В интервью на Tumblr участники Stray Kids заявили, что песни с Maxident в основном были вдохновлены и написаны во время их тура в 2022 году. В документальном видео к альбому, Пан Чхан рассказал, что песня «Give Me Your TMI» была написана в период с 2019 по 2020 год. В интервью Paper участники 3Racha заявили, что написали одноимённую с юнитом песню («3Racha») удаленно во время карантина в марте 2022 года, после того как большинство участников коллектива сдали положительный анализ на COVID-19 во время продаж мини-альбома Oddinary.

## Музыка и тексты песен
Предыдущие альбомы нашего коллектива включали в себя плавные и небольшие песни о любви, но мы приступили к созданию этой песни, так как нам нужна была песня побольше, которая могла бы заставить нас танцевать под её мелодию на сцене. […] Мы много думали, чтобы понять, как выразить любовь, оставаясь при этом верными своим собственным образам. Теперь я думаю, что она может выделиться среди других песен о любви, потому что в ней использован наш собственный прямой способ выражения любви.
— Чханбин о Maxident на пресс-конференции
Maxident состоит из восьми песен продолжительностью двадцать шесть минут и сорок секунд. Несмотря на «мощно-энергичные» предыдущие релизы, мини-альбом ознаменовал первый раз, когда Stray Kids использовали «любовь» в качестве основной темы своей работы, передавая чувства и отношения с другими людьми и самим собой. Участники продюсерского юнита Stray Kids 3Racha, Пан Чхан, Чханбин и Хан написали и спродюсировали большинство песен мини-альбома вместе с Таком и 1Take из Newtype, Ким Пак Чхэлла, Хон Джисаном, Ераттаком, Чансом, Дармом и Версачхой (с которыми группа уже работала ранее), а также с Рафаэлем из Producing Lab и Давидом и Йосией из 3scape впервые. Помимо участников 3Racha, в написании треков приняли участие и другие участники группы: Ли Ноу, Хёнджин и Феликс (участники DanceRacha) для сингла «Taste»; Сынмин и Ай Эн (участники VocalRacha) для «Can’t Stop» с Хоном.

### Песни
Заглавный сингл «Case 143», электро-хоп и поп-песня, в которой смятение, которое испытывает влюблённый, сравнивается с нераскрытым «делом», отсылающим к числу 143, которое означает «Я люблю тебя». Песня в стиле R&B-поп с саксофонными риффами «Chill» рассказывает о паре, чьи отношения «остыли», но они безуспешно пытаются избежать разрыва, поскольку не хотят причинить друг другу боль. Глитч-хоп трек «Give Me Your TMI» имеет прогрессивные фанковые звучания, управляемый гитарными рифами и басом. Являясь фоном для «Case 143», песня рассказывает о том, как человек становится более любопытным по отношению к интересующему его человеку. «Super Board» дарксинтовый трек, создаёт «киберпанковую атмосферу» с помощью басовых синтезаторов и хип-хоповых ударных. В отличие от других треков, песня передает бодрящий посыл никогда не сдаваться, включая звуковой эффект «nyaun».
Три треки, с пятого по седьмого по счёту песен в альбоме исполняются по саб-юнитами. В дисс-треке «3Racha» Пан Чхан, Чханбин и Хан передают свою гордость и амбиции одноимённой с песней продюсерской команды, такие как успех в чартах и дружба перед лицом славы. «Чувственный» R&B-трек Ли Ноу, Хёнджина и Феликса «Taste», в котором подробно описывается физическая близость и «таинственная атмосфера», окружающая двух людей, которые борются с неспособностью любить, вызывая более зрелый образ, чем предыдущие треки. Исполненный Сынмином и Ай Эном, поп-рок трек «Can’t Stop» рассказывает о том, что сердце человека бьется быстрее, когда он находится рядом с кем-то, кто ему нравится, и обладает «свежей, честной и сердечной» атмосферой подростковой школы. Последняя песня мини-альбома является корейская версия «Circus», хип-хоп-танцевальная композиция, в которой они сравниваются с цирковыми артистами.

## Выпуск и продвижение

Сцена из трейлера мини-альбома Maxident, в которой перед участниками Stray Kids появляются монстры в форме сердца.

6 сентября 2022 года Stray Kids выложили двухминутный трейлер, анонсирующий мини-альбом Maxident. В трейлере, снятом режиссёром Ли Хёсоном, показано, как октет свободно разгуливает по нескольким районам Нью-Йорка. Сначала визуальные эффекты сопровождаются фортепианными мелодиями, а затем музыка переключается на EDM-биты, когда метро проносится над сценой. В трейлере показано, как Хёнджину и участникам группы звонили по телефону неизвестные, после чего с неба на них падают разноцветные монстры в форме сердца, во главе с гигантским розовым монстром, и они оказываются на месте преступления. Дополнительные десятисекундные трейлеры, посвященные каждому участнику, были загружены 7 и 8 сентября.
Мини-альбом был доступен для предварительного заказа и сохранения в тот же день, когда вышел трейлер. Диск вышел в трёх изданиях —ограниченная версия «Go» и две стандартные, «T-Crush» и «Heart». Stray Kids появились на обложках цифрового эксклюзива и коллекционного издания журнала Billboard, опубликованного 8 сентября. Список композиций альбома был опубликован 13 сентября, подтверждая «Case 143» в качестве заглавного сингла и включая «Circus», первоначально взятую с одноимённого японского мини-альбома, но записанную на корейском языке. 17 и 18 сентября Stray Kids провели концерты на Олимпийской гимнастической арене в Сеуле в рамках мировое турне «Maniac World Tour». Участники представили дебютные выступления трёх треков с мини-альбома — «3Racha», «Taste» и «Can’t Stop», а также корейскую версию песни «Circus». На концертах также состоялась премьера видео c мэшапом, в котором были представлены все треки, после чего его выложили в социальные сети группы.
В период с 23 сентября по 2 октября Stray Kids представили шесть треков с мини-альбома в видеороликах под названием «Unveil: Track», состоящие из «Super Board», «Chill», исполненными участниками саб-юнитов трёх треков и «Give Me Your TMI». Также была представлена серия тизерных фотографий в трёх концептах. На первых фотографиях изображены Stray Kids в автомойке, залитой мыльной пеной. Во вторых участники группы одеты в костюмы в стиле моряков с парусным судном на открытом воздухе. В третьих, участники позируют с различными предметами в форме сердца, лежат на полу, усыпанном красными сердечными стикерами. С 3 по 5 октября были выложены два музыкальных видеоклипа и один видео-тизер выступления для «Case 143». В тот же день, что и релиз, Stray Kids выложили документальное видео под названием Intro «Maxident» и провели онлайн пресс-конференцию в Сеуле, чтобы представить мини-альбом.
Мини-альбом Maxident был выпущен 7 октября 2022 года вместе с сопроводительным клипом на заглавный сингл «Case 143». Четыре эксклюзивных цифровых мини-альбомов, содержащих две из восьми голосовых записок участников в каждой версии, были выпущены только в США в течение ограниченного времени 11 октября, а отдельные версии «Case» вышли тремя днями позже. Видеоролик с выступлением «Case 143» вышел на следующий день. Сопроводительные видеоклипы на треки «Super Board», «Chill» и «Give Me Your TMI» были загружены 17, 21 и 26 октября соответственно.
Участники Stray Kids стали ведущими третьего сезона реалити-программы M2 «Finding SKZ» под названием «Finding SKZ Get Edition», премьера которого состоялась с 13 по 27 октября и состояла из трёх эпизодов. С момента релиза и до 23 октября коллектив рекламировал мини-альбом и его заглавный сингл «Case 143» на нескольких южнокорейских музыкальных шоу, таких как «Music Bank», «Show! Music Core», «Inkigayo», «Show Champion» и «M Countdown». Кроме того, 8 октября они исполнили «Case 143» на «Music Universe K-909» вместе с треками саб-юнитов, и на The Fact Music Awards вместе с «Maniac» из их мини-альбома Oddinary. Впервые песня «Super Board» была исполнена на 37-й церемонии вручения премии Golden Disc Awards 7 января 2023 года.

## Оценка критиков
| Оценки критиков     | Оценки критиков |
| Источник            | Оценка          |
| ------------------- | --------------- |
| AllMusic            | [ 70 ]          |
| New Musical Express | [ 20 ]          |

После выхода мини-альбом получил положительные отзывы музыкальных критиков. Кристал Белл из Teen Vogue описала Maxident как альбом «о любви, но все ещё характерный для Stray Kids». Она также заявила, что альбом является «эклектичным» и «экспериментальным» релизом. Риан Дейли из New Musical Express оценил мини-альбом на четыре из пяти и написала, что он «впервые глубоко исследует романтику, но при этом не портит уникальную музыкальную ДНК Stray Kids» и «не должен стать проблемой для укрепления репутации, которую они себе создали». Она также похвалила группу как «настоящих экспериментаторов и художников, демонстрирующих свой захватывающий прогресс в режиме реального времени».
Автор Billboard Джефф Бенджамин описал треки с мини-альбома не как «заунывные, запоминающиеся песни о любви, а как причудливые и неортодоксальные исследования связи всех вещей». В статье для The Straits Times Ян Ли отметил, что в альбоме Maxident группа «исследует тему любви. Но вместо пушистых песен о любви или эмоциональных баллад они выбрали эклектичную смесь звуков», и похвалил участниов Stray Kids за «хорошую работу по сочетанию интенсивного рэпа с более мелодичным припевом» в сингле «Give Me Your TMI». Критик AllMusic Нил З. Ян оценил Maxident четыре из пяти, отметив, что в нём «присутствуют все типичные черты группы, смешивая эпатажные рэпы с плавными гармониями, агрессивным электро-продакшеном и танцевальной энергией». Сквиб из Idology определил мини-альбом как «менее сильный, но более солидный». Maxident вошёл в число лучших альбомов года по версиям Consequence (38), The Honey Pop и PopCrush.

## Награды и номинации
| Церемония                 | Год  | Категория                                           | Итог      | Источник |
| ------------------------- | ---- | --------------------------------------------------- | --------- | -------- |
| Asia Artist Awards        | 2022 | Альбом года                                         | Победа    | [ 76 ]   |
| Asian Pop Music Awards    | 2022 | Лучший альбом года (иностранный)                    | Номинация | [ 77 ]   |
| Circle Chart Music Awards | 2023 | Исполнитель года — категория «Альбом» (4-й квартал) | Победа    | [ 78 ]   |
| Golden Disc Awards        | 2023 | Золотой диск                                        | Победа    | [ 79 ]   |
| MAMA Awards               | 2022 | Альбом года                                         | Номинация | [ 80 ]   |

## Коммерческий успех
28 сентября 2022 года, за неделю до релиза, лейбл JYP Entertainment сообщил, что объём продаж Maxident превысил 2,24 миллиона копий по предварительным заказам и 2,37 миллиона копий ко дню релиза, побив рекорд компании, установленный 1,3 миллионами предварительных заказов на предыдущий мини-альбом группы Oddinary. Согласно данным Hanteo Chart, мини-альбом Maxident был продан тиражом 1 308 971 экземпляр в первый день и 2 185 013 экземпляров за первую неделю, что на 154 % превышает продажи альбома Oddinary, составившие 855 021 экземпляр. Эти показатели являются наивысшими для коллектива за первую неделю и занимают четвёртое место по величине в истории Hanteo Chart. Maxident дебютировал на первом месте в южнокорейском чарте альбомов Circle Album Chart в период со 2 по 8 октября 2022 года, продав 1 602 930 копий. Мини-альбом провёл три недели подряд на вершине чарта и за первый месяц продал 2 748 722 копии. 17 ноября лейбл JYP Entertainment объявил, что Maxident превысил три миллиона проданных копий в чарте Circle Chart, а в следующем месяце Корейская ассоциация музыкального контента (KMCA) сертифицировала данный мини-альбом. Maxident стал первым альбомом исполнителей JYP, достигшим двух- и трёхмиллионных продаж, и вторым самым продаваемым альбомом в Республике Корея в 2022 году.
В США Maxident занял первое место в Billboard 200 в день выхода чарта 22 октября 2022 года, обеспечив Stray Kids второе подряд первое место в стране после шести месяцев и трёх недель Oddinary, и став первым и единственным альбомом, достигшим это в том году. Мини-альбом также стал четвёртым альбомом южнокорейской группы, возглавившим чарт в 2022 году (после Oddinary, Proof от BTS и Born Pink от Blackpink), чётвертым неанглоязычным альбомом в этом году (после преимущественно корейских Oddinary и Proof, а также полностью испанского Un Verano Sin Ti от Бэд Банни) и шестнадцатым в целом. Из 117 тысячи эквивалентных единиц альбома 110 тысяч составили чистые продажи, включая 107 тысячи физических носителей (CD) и 3 тысячи цифровых альбомов. Это сделало данную неделю четвёртой по величине продаж альбома в США в 2022 году на тот момент. Альбом также получил 7 000 эквивалентных единиц от стриминга, что соответствует 9,61 миллионам потоковых прослушиваний по запросу. Maxident также возглавлял чарт мировых альбомов Billboard в разных жанрах две недели подряд. Появление Maxident привело к тому, что Stray Kids во второй раз заняли первое место в чарте Billboard Artist 100, став третьими корейскими исполнителями, возглавлявшими чарт в течение нескольких недель, после BTS и Blackpink.
В Австралии альбом Maxident дебютировал на четвёртой позиции в чарте ARIA Albums Chart, став первым альбомом группы в топ-5 и вторым в топ-20 после Noeasy (2021). Кроме того, данный мини-альбом вошёл в официальные альбомные чарты таких стран, как Австрия, Бельгия (Фландрия и Валлония), Канада, Хорватия, Дания, Финляндия, Франция, Германия, Венгрия, Япония (Oricon и Billboard Japan), Литва, Нидерланды, Новая Зеландия, Испания, Швеция, Швейцария и Соединённое Королевство. 24 февраля 2023 года Международная федерация производителей фонограмм (IFPI) сообщила, что Maxident стал шестым самым продаваемым альбомом в 2022 году, в то время как Oddinary занял 14-е место.

## Список композиций
| №                   | Название                                             | Текст песни             | Музыка                                   | Arrangement                  | Длительность |
| ------------------- | ---------------------------------------------------- | ----------------------- | ---------------------------------------- | ---------------------------- | ------------ |
| 1.                  | «Case 143»                                           | Пан Чхан Чханбин Хан    | Пан Чхан Чханбин Хан Рафаэль Давид Йосия | Рафаэль Давид Йосия Пан Чхан | 3:12         |
| 2.                  | «Chill» (кор. 식혀)                                  | Хан                     | Хан Пан Чхан                             | Версачхой Пан Чхан           | 3:15         |
| 3.                  | «Give Me Your TMI»                                   | Пан Чхан Чханбин Хан    | Пан Чхан Чханбин Хан Так 1Take           | Tak 1Take                    | 3:18         |
| 4.                  | «Super Board»                                        | Пан Чхан Чханбин Хан    | Пан Чхан Чханбин Хан Ким Пак Чхэлла      | Ким Пак Чхэлла Пан Чхан      | 3:06         |
| 5.                  | «3Racha» (Пан Чхан, Чханбин и Хан)                   | Пан Чхан Чханбин Хан    | Пан Чхан Чханбин Хан                     | Пан Чхан Версачхой           | 3:29         |
| 6.                  | «Taste» (Ли Ноу, Хёнджин и Феликс)                   | Ли Ноу Хёнджин Феликс   | Пан Чхан Ли Ноу Хёнджин Феликс           | Пан Чхан Версачхой           | 3:36         |
| 7.                  | «Can't Stop» (кор. 나 너 좋아하나봐; Сынмин и Ай Эн) | Сынмин Ай Эн Хон Джисан | Сынмин Ай Эн Хон Джисан                  | Хон Джисан                   | 3:30         |
| 8.                  | «Circus» (корейская версия)                          | Пан Чхан Чханбин Хан    | Пан Чхан Чханбин Хан Ераттак Чанс Дарм   | Пан Чхан Ераттак Чанс Дарм   | 3:14         |
| Общая длительность: | Общая длительность:                                  | Общая длительность:     | Общая длительность:                      | Общая длительность:          | 26:40        |

## Чарты
| Чарт (2022)                                  | Высшая позиция |
| -------------------------------------------- | -------------- |
| Австралия (ARIA)                             | 4              |
| Австрия (Ö3 Austria)                         | 14             |
| Бельгия/Валлония (Ultratop)                  | 5              |
| Бельгия/Фландрия (Ultratop)                  | 5              |
| Великобритания (UK Albums Chart)             | 85             |
| Великобритания (UK Independent Albums Chart) | 43             |
| Венгрия (MAHASZ)                             | 2              |
| Германия (Offizielle Top 100)                | 73             |
| Дания (Hitlisten)                            | 3              |
| Испания (PROMUSICAE)                         | 50             |
| Канада (Canadian Albums Chart)               | 18             |
| Литва (AGATA)                                | 8              |
| Нидерланды (Album Top 100)                   | 12             |
| Новая Зеландия (RMNZ)                        | 9              |
| Польша (ZPAV)                                | 1              |
| Республика Корея (Circle)                    | 1              |
| США (Billboard 200)                          | 1              |
| США (Billboard World Albums)                 | 1              |
| Финляндия (Suomen virallinen lista)          | 6              |
| Франция (SNEP)                               | 99             |
| Хорватия (HDU)                               | 1              |
| Швейцария (Schweizer Hitparade)              | 9              |
| Швеция (Sverigetopplistan)                   | 5              |
| Япония (Billboard Japan)                     | 10             |
| Япония (Oricon)                              | 3              |

## Продажи и сертификации
| Регион                  | Сертификации  | Продажи |
| ----------------------- | ------------- | ------- |
| Япония (Физический)     | —             | 104 863 |
| Япония (Цифровой)       | —             | 1938    |
| Республика Корея (KMCA) | 3× Миллионный | 1938    |
| США                     | —             | 200 500 |

### Комментарии
1. ↑  Указаны как Stray Kids.